# 费英东
费英东（穆麟德轉寫：fiongdon；1562年—1620年），后金开国五大臣之一。满族，瓜尔佳氏。苏完部落首領索尔果次子。

## 生平
世居苏完部，后隶满洲镶黄旗。父索尔果，原是苏完部落首領。费英东以骁勇善战著称，十二岁时就能拉开十余石的强弓。明万历十六年（1588年），随父率部归努尔哈赤，授一等大臣，尚努尔哈赤孙女格格，故称苏完额驸。以姐夫兑秦巴颜有叛志，诛之。二十六年（1598年），同台吉褚英征瓦尔喀，取安褚拉库路屯寨二十余处，招降各部。三十五年（1607年），从贝勒舒尔哈齐往迎瓦尔喀斐悠城新附民，大败乌拉部阻截之兵。从贝勒巴雅喇讨东海窝集部，取赫席赫、鄂摩和苏鲁、佛讷赫托克索路。三十九年（1611年），同阿巴泰取乌尔固辰、穆棱二路。四十一年（1613年），从努尔哈赤灭乌拉部。后金天命元年（1616年），与额亦都、扈尔汉、安费扬古、何和礼，同为理政五大臣。
天命三年，从努尔哈赤攻取明抚顺，被誉为“万人敌”。天命四年，攻取叶赫城。败明兵于萨尔浒山。从努尔哈赤三十余年，身先士卒，冲锋陷阵，屡立战功，授一等总兵官世职。皇太极曾說：“费英东见人不善，必先自斥责而后劾之；见人之善，必先自奖劝而后举之。故被劾者无怨言，被举者无骄色。朕未闻诸臣以善恶直奏斯断人也！”天命五年三月，卒于任。天聪六年（1632年），追封直义公。
家族世袭镶黄旗满洲第二叅领第七、八、九、十、十一、十二世管佐领（载《钦定八旗通志》）。

## 家庭
- 祖父 苏完瓜尔佳常喀尼墨尔根生二子，尼堪，索尔果
- 父 索尔果十子：阿都巴颜，费英东，琥尔哈齐巴颜，音达户齐墨尔根，吴尔汉，巴本，朗格，雅尔巴，卫齐，安盖费扬古。“費英東扎爾固齊（斷事官），鑲黄旗人，蘇完部長索爾果之次子也，國初隨父率五百户首先來歸，太祖髙皇帝嘉之，授一等大臣，以孫女妻焉。……太宗文皇帝即位，追封費英東扎爾固齊為直義公，配享太廟”（载《八旗滿洲氏族通譜》卷一）。
- 妻 爱新觉罗氏 广略贝勒褚英长女，母继夫人叶赫纳喇氏。万历29年（1601年）6月20日亥时生，万历42年12月年，嫁费英东，康熙元年（1662年）3月卒，年62岁。
- 子（十人）

1. 第一子，南钦
2. 第二子，已革三等總兵官納海
  - 孙 三等轻车都尉 顾尔汉
  - 孙 三等轻车都尉 顾素
3. 第三子，那卡布
4. 第四子，散秩大臣托惠
5. 第五子，色海
6. 第六子，已革二等甲喇章京索海
7. 第七子，一等雄勇公圖賴
8. 第八子，索吉
9. 第九子，苏完颜
10. 第十子，三等昂邦章京察哈尼
  - 孫 三等公倭黑（察哈尼长子）（1640-1691）
    - 曾孫 黑龍江將軍傅爾丹（倭黑子）（1683-1752）
      - 玄孙 兆德 袭三等信勇公
        - 工部尚书，乌苏里台将军福兴
          - 二等侍卫安英（仁宗安嫔之父）

- 侄 鳌拜
- 女

1. - 一嫁  追封多罗和惠贝勒塞桑武（舒尔哈齐第五子）
  - 一嫁  追封和硕简亲王费扬武 （舒尔哈齐第八子）
  - 一嫁  笃义刚勇贝勒巴雅喇 （太祖之弟）
  - 一嫁  多罗悫厚贝勒杜爾祜 （褚英长子杜度长子）

### 引用
1. ↑  《满文老档·第四十四册》天命八年正月至二月......二月初一日，汗之婿科纳泰因戏言之故，自马上俯身鞭击苏完额驸之子托惠。遂命将科纳泰交托惠击打以报之。